# Сант-Алессіо-ін-Аспромонте
Сант-Алессіо-ін-Аспромонте (італ. Sant'Alessio in Aspromonte, сиц. Sant'Alessio in Aspromonte) — муніципалітет в Італії, у регіоні Калабрія,  метрополійне місто Реджо-Калабрія‎.
Сант-Алессіо-ін-Аспромонте розташований на відстані близько 500 км на південний схід від Рима, 110 км на південний захід від Катандзаро, 10 км на північний схід від Реджо-Калабрії.
Населення — 347 осіб (2014).
Щорічний фестиваль відбувається третьої неділі серпня. Покровитель — Sant'Alessio.

## Демографія
Населення за роками:

Станом на 1 січня 2023 року в муніципалітеті офіційно проживало 50 іноземців з 16 країн, серед них 23 громадяни країн Євросоюзу та 1 громадянин України.

## Сусідні муніципалітети
- Лаганаді
- Реджо-Калабрія
- Санто-Стефано-ін-Аспромонте